# La niebla (novela)
La niebla (The Fog en inglés) es una novela literaria de terror publicada por James Herbert en 1975.

## Argumento
John Holman es un investigador del Departamento de Medio Ambiente que está investigando una base de una pequeña localidad propiedad del Ministerio de Defensa cuando de pronto se produce un terremoto en el preciso momento en el que iba en coche y cae por la grieta. De pronto empieza a emerger una extraña niebla amarillenta que resulta ser mortífera para todo ser vivo (personas y animales) que se entren en contacto con ella. A causa del incidente, Holman se vuelve loco como resultado del suceso.
Tras recuperarse, Holman junto a funcionarios del Gobierno tratan de buscar solución ante un problema que se mueve y transforma por sigo misma y que provoca en la gente instintos homicidas y suicidas sin ningún remordimiento. Algunas de las víctimas mortales son profesores involucrados en actos de pedofilia y curas que mean en público sin ser conscientes de lo que hacen además de un accidente aéreo de un Boeing 747 cuando el piloto de este se estrella contra la torre BT de Londres.
Sin embargo, los problemas no han hecho sino empezar: la niebla tiene la capacidad de aumentar de tamaño y espesor debido a la polución del aire y todo intento por detener su avance parece inútil. Ante el peligro que supone para la población, Holman, ya inmunizado es la única esperanza que queda para encontrar el tratamiento para la niebla, para lo que es necesario adentrarse en ella a pesar de los peligros que entraña.